# Deuxième circonscription de Sodo Zuria
La deuxième circonscription de Sodo Zuria est une des 121 circonscriptions législatives de l'État fédéré des nations, nationalités et peuples du Sud, elle se situe dans la Zone Wolaita. Sa représentante actuelle est Zinash Kabato Kassamo.